# Eberndorf
Eberndorf (szlovénül: Dobrla vas) osztrák mezőváros Karintia Völkermarkti járásában. Lakossága 2016 januárjában 5861 fő volt.

## Elhelyezkedése

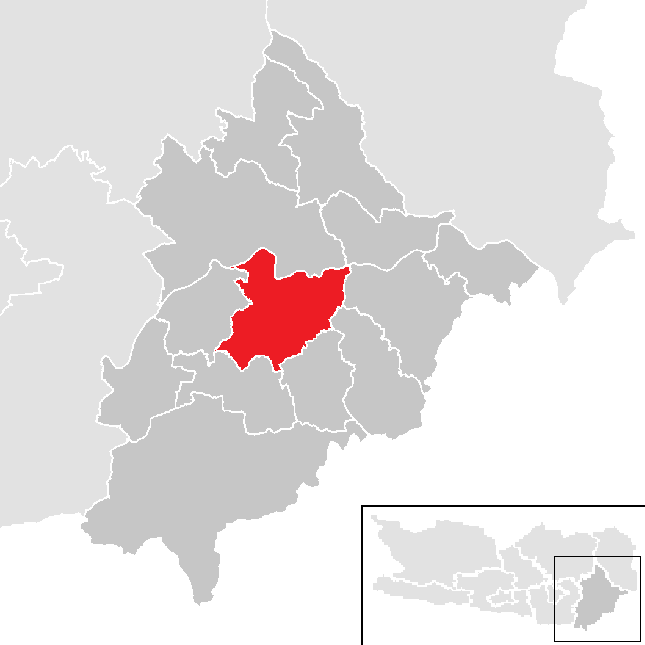
Eberndorf a Völkermarkti járásban

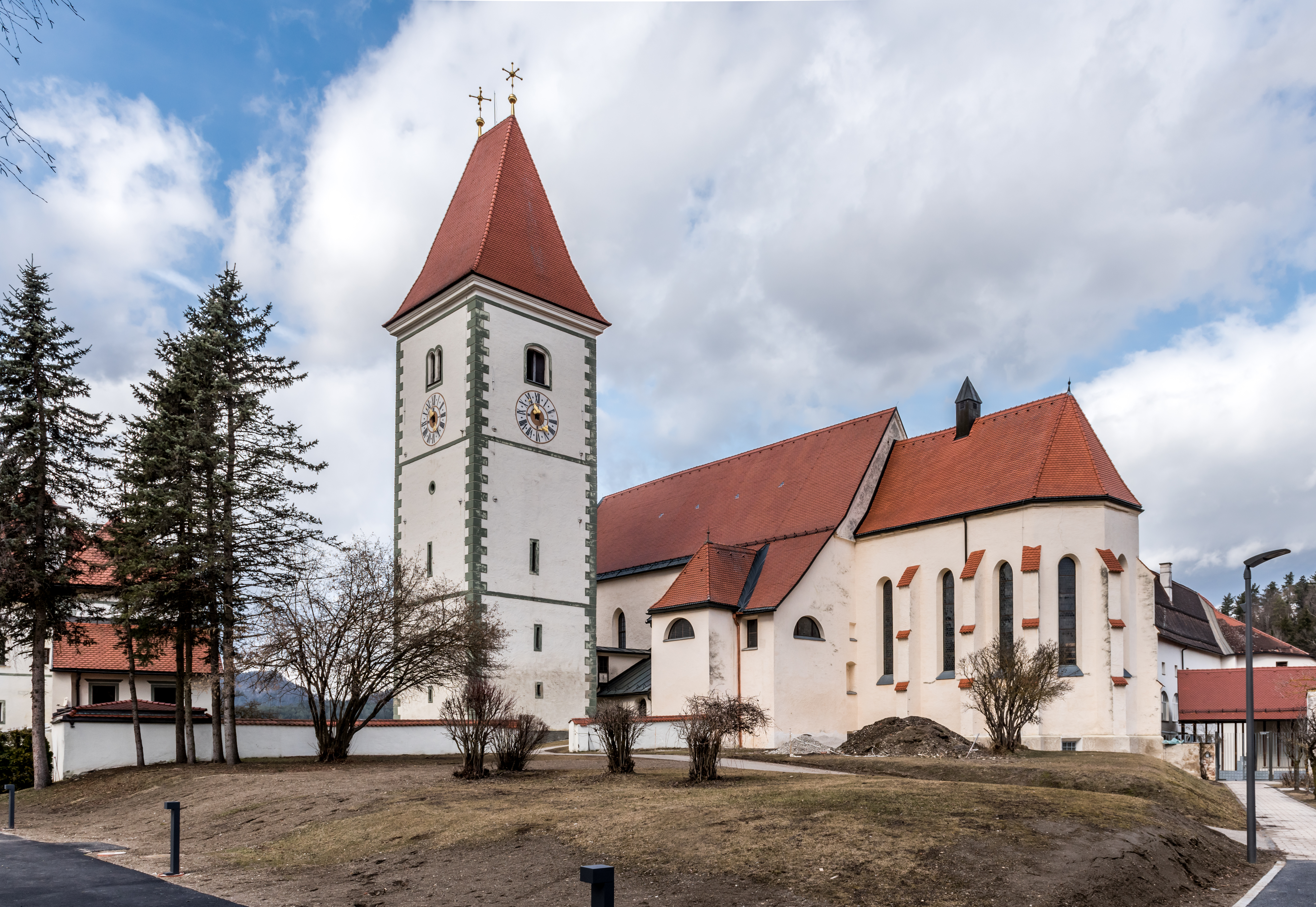
Az apátsági templom

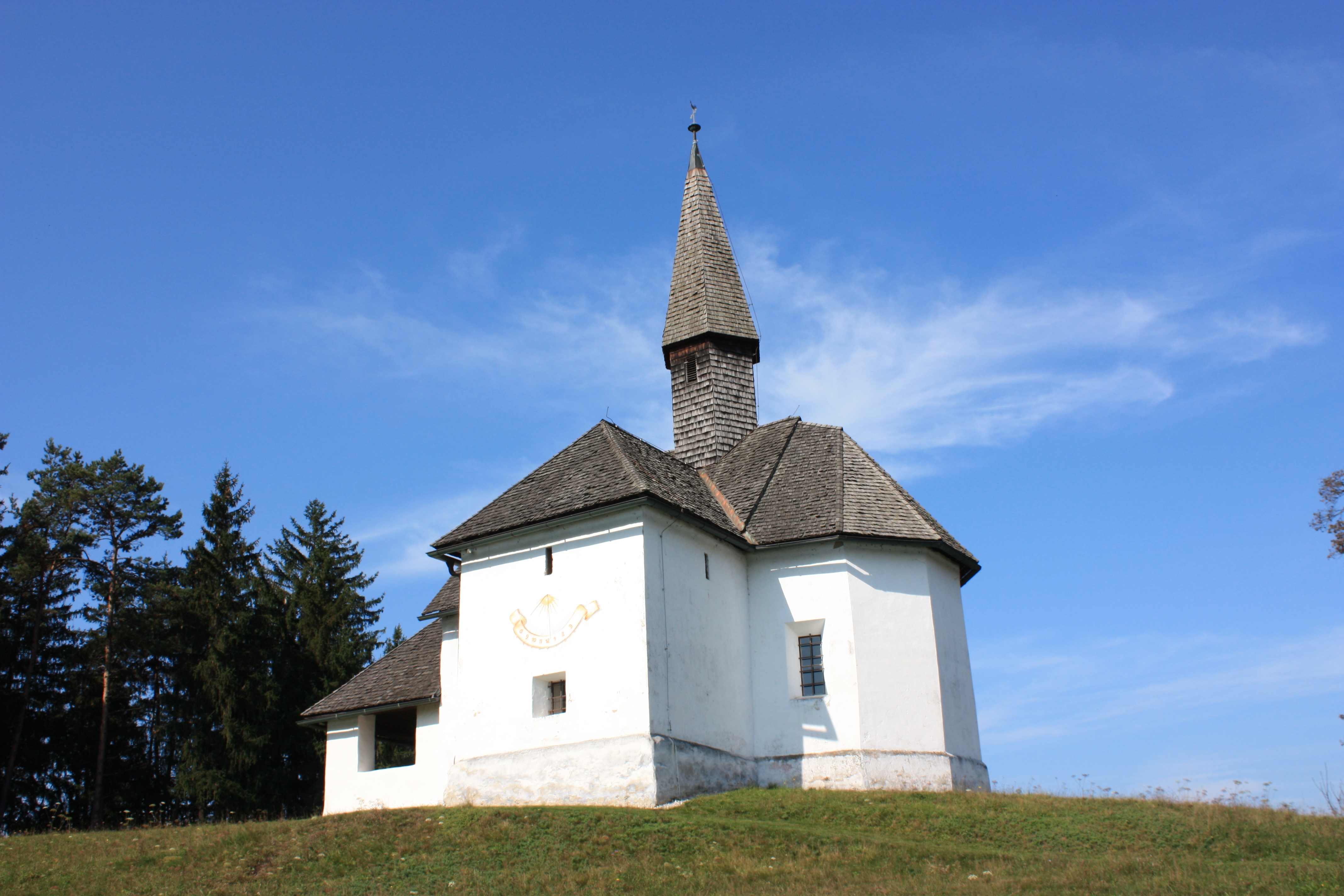
Humtschach Szt. Ulrik-temploma

Eberndorf Karintia délkeleti részén, a Drávától délre, a szlovén határ közelében, a Jauntalban fekszik. A városi önkormányzathoz 8 katasztrális községben 24 kisebb-nagyobb falu és településrész tartozik.
A környező települések: északra Völkermarkt, keletre Bleiburg, délkeletre Feistritz ob Bleiburg, délre Sittersdorf, délnyugatra Gallizien, nyugatra Sankt Kanzian am Klopeiner See.

## Története
A mai település elődjéül szolgáló ágoston-rendi eberndorfi apátságot Chazelin († 1106 előtt) friuli gróf alapította. A kolostort 1604-ben az ellenreformációban vezető szerepet játszó jezsuiták kapták meg és az övék is maradt a rend 1773-as betiltásáig. 1809-ben a kolostort és a környező földeket a Sankt Paul im Lavanttal-i bencés apátság kapta meg és az ő tulajdonukban van a mai napig.
Az eberndorfi önkormányzat 1850-ben jött létre és a környező falvak beolvasztásával az egyik legnagyobb területű karintiai községgé vált míg 1876-ban Globasnitz, Rückersdorf, Sittersdorf és St. Kanzian el nem szakadt tőle. A mezővárosi (Marktgemeinde, szó szerint vásárjogú község) státuszt 1952-ben kapta meg.
1902-1971 között Eberndorfot érintette a Völkermarkt-Eisenkappel vasútvonal (Vellachtalbahn), de akkor a vonalat megszüntették és sínek nagy részét is felszedték.

## Lakosság
2016 januárjában az eberndorfi önkormányzathoz tartozó településeknek 5861 lakója volt. 2001-ben még 6 014-en laktak itt, akkor 95,5%-uk osztrák, 2,5%-uk pedig boszniai állampolgár volt. A lakosság 8,6%-a tartozott a szlovén kisebbséghez. 89,4% katolikusnak, 2,6% evangélikusnak, 2,3% mohamedánnak vallotta magát, 4,1% pedig felekezet nélküli volt.

## Látnivalók
- az eberndorfi apátság a 12. század elején épült. 1446-1476-ban fallal és árokkal vették körül. Mai formáját 1751-ben nyerte el.
- a Mária Mennybemenetele-apátsági templom
- az edlingi templom
- az apátság udvarán tartott Dél-karintiai nyári játékok (szabadtéri színielőadások)
- Kühnsdorf kápolnája

## Fordítás
- Ez a szócikk részben vagy egészben  az   Eberndorf című német Wikipédia-szócikk ezen változatának fordításán alapul.  Az eredeti cikk szerkesztőit annak laptörténete sorolja fel. Ez a jelzés csupán a megfogalmazás eredetét és a szerzői jogokat jelzi, nem szolgál a cikkben szereplő információk forrásmegjelöléseként.